# Wildalpe
Wildalpe är ett berg i Österrike.   Det ligger i distriktet Bruck-Mürzzuschlag och förbundslandet Steiermark, i den östra delen av landet, 80 km sydväst om huvudstaden Wien. Toppen på Wildalpe är 1 523 meter över havet.
Terrängen runt Wildalpe är huvudsakligen kuperad, men åt nordost är den bergig. Runt Wildalpe är det ganska glesbefolkat, med 48 invånare per kvadratkilometer.. Närmaste större samhälle är Neuberg an der Mürz, 13,8 km sydost om Wildalpe. 
I omgivningarna runt Wildalpe växer i huvudsak blandskog.